# Freqüència (estadística)
Per a l'ús d'aquest terme en Física, vegeu Freqüència. 

Exemple d'un histograma

Es diu freqüència a la quantitat de vegades que es repeteix un determinat valor d'una variable aleatòria en una mostra o població estadística. Aquest valor de la variable aleatòria sol identificar-se amb un esdeveniment o succés, el qual ocorre durant la realització d'un experiment o estudi que té com a objecte la descripció, mitjançant l'esmentada variable aleatòria junt amb l'aparat matemàtic que s'hi pot aplicar, d'un aspecte o característica d'interès de la mostra o població. Així doncs, hom parlarà per exemple de "freqüència d'un esdeveniment en estudiar una característica d'una mostra".
El conjunt de freqüències associades a cada valor de la variable aleatòria (a cada esdeveniment associat a la descripció de la característica d'interès) se sol representar gràficament mitjançant un histograma o un diagrama de Pareto.

## Tipus de freqüència

Fig.1 Exemple: variables d'A en una mostra estadística d'un conjunt B de mida 50 (N).

En estadística es poden distingir fins a quatre tipus de freqüència (vegeu  fig.1), que són:
- Freqüència absoluta {\displaystyle n_{i}} d'una variable estadística {\displaystyle X_{i}} és el nombre de vegades que apareix en la mostra el valor {\displaystyle x_{i}}. El total de la suma de les freqüències absolutes de cada valor {\displaystyle x_{i}} és igual al nombre total {\displaystyle N} d'ocurrències que componen la mostra estudiada.

- Freqüència relativa {\displaystyle f_{i}} és el quocient que expressa la proporció entre la freqüència absoluta {\displaystyle n_{i}} de cada valor {\displaystyle x_{i}} i la mida {\displaystyle N} de la mostra. És a dir,

{\displaystyle f_{i}={\frac {n_{i}}{N}}={\frac {n_{i}}{\sum _{i}n_{i}}}}
Es presenta en una taula (fig.1) o mitjançant un núvol de punts en una distribució de freqüències (fig. 2).
La suma de les freqüències relatives és una suma de proporcions que té com a resultat el total 1:
{\displaystyle \sum f_{i}=1}
Com que la freqüència relativa és una proporció, es pot expressar en forma de percentatge o tant per cent {\displaystyle p_{i}} si la multipliquem per 100 (el total {\displaystyle N} és en aquest cas el 100% de les ocurrències).
- Freqüència absoluta acumulada {\displaystyle N_{i}} és el nombre de vegades que apareixen en la mostra tant el valor {\displaystyle x_{i}} com els valors inferiors a ell. L'última freqüència absoluta acumulada ha de ser igual a {\displaystyle N}.

- Freqüència relativa acumulada {\displaystyle F_{i}} és el quocient entre la freqüència absoluta acumulada i el nombre total {\displaystyle N} d'ocurrències. És a dir,

{\displaystyle F_{i}={\frac {N_{i}}{N}}}
Multiplicant la freqüència relativa acumulada per 100 s'obté el percentatge acumulat {\displaystyle P_{i}}. De manera anàloga a {\displaystyle N_{i}}, el darrer valor de {\displaystyle F_{i}} és 1 i el de {\displaystyle P_{i}} és 100%.

## Exemples
Aquestes són les notes d'un alumne de 2n grau de secundària:
18, 13, 12, 14, 11, 08, 12, 15, 05, 20, 18, 14, 15, 11, 10, 10, 11, 13
La freqüència absoluta del valor "11" és 3. La freqüència relativa del valor "11" és 0,17 (3/18).